# KVK Beringen
À ne pas confondre avec le K. Beringen FC, club avec lequel il fusionna en 2002, ni avec K Beringen Heusden-Zolder SK qui fut le nom porté par le K. SK Heusden-Zolder, lorsque celui-ci occupa le Mijnstadion, après la disparition du K. Beringen FC.
Maillots
Dernière mise à jour : 13 août 2021.
Le Koninklijke Voetbal Kring Beringen est un club de football belge localisé dans la commune de Beringen, dans la Province de Limbourg. Fondé en 1913, ce club porte le matricule 330. Ses couleurs sont le rouge, le noir et le blanc. Il tire son nom actuel d'une fusion survenue en 2002 entre le Voetbal Vereniging Vigor Beringen (matricule 330) et son voisin et rival du K. Beringen FC (matricule 522), plus jeune mais plus connu et ayant évolué en première division belge.
En 2021-2022, le club évolue en Division 3 VV pour ce qui est sa 18e saison dans les séries nationales. Il en a presté 6 au troisième niveau.

## Repères historiques
- 1913 : 1er juin 1913; fondation de VOETBAL VEREENIGING VIGOR BEERINGEN
- 1923 : 2 novembre 1923, VOETBAL VEREENIGING VIGOR BEERINGEN s'affilie auprès de l'URBSFA.
- 1924 : 4 décembre 1924, création du CERCLE SPORTIF KLEINE HEIDE au sein des Charbonnages de Beringen (à l'époque orthographié « Beeringen »).
- 1925 : 10 juin 1925, CERCLE SPORTIF KLEINE HEIDE s'affilie auprès de l'URBSFA.
- 1926 : 6 février 1926, CERCLE SPORTIF KLEINE HEIDE change sa dénomination officielle en BEERINGEN FOOTBALL CLUB.
- 1926 : Mise en œuvre par la fédération du registre des matricules, dont la première liste est publiée le 26 décembre 1926.  VOETBAL VEREENIGING VIGOR BEERINGEN reçoit le n° de matricule 330. BEERINGEN FOOTBALL CLUB est gratifié du n°522.
- 1938 : Reconnu « Société Royale » le 30 août 1938, VOETBAL VEREENIGING VIGOR BEERINGEN prend l'appellation de KONINKLIJKE VOETBAL VEREENIGING VIGOR BEERINGEN (330).
- 1941 : 19 août 1941, dans le cadre de la modernisation de l'orthographe néerlandaise, le KONINKLIJKE VOETBAL VEREENIGING VIGOR BEERINGEN (330) adapte son appellation en KONINKLIJKE VOETBAL VERENIGING VIGOR BERINGEN (330). De son côté, Beeringen FC n'apporte pas de changement.
- 1951 : Reconnu Société royale vers le 14 avril 1951, BEERINGEN FOOTBALL CLUB (522) devient KONINKLIJKE BEERINGEN FOOTBALL CLUB (522), le 11 juillet 1951
- 1971 : 8 septembre 1971, KONINKLIJKE BEERINGEN FOOTBALL CLUB (522) change sa dénomination officielle en KONINKLIJKE BERINGEN FOOTBALL CLUB (522)
- 2002 : le 1er juillet 2002, KONINKLIJKE VOETBAL VERENIGING VIGOR BERINGEN (330) fusionne avec KONKINLIKJE BERINGEN FOOTBALL CLUB (522) pour former KONINKLIJKE VOETBAL KLUB BERINGEN (330). À la même date, le matricule 522 est démissionné des registres de l'URBSFA.

## Histoire
Le Voetbal Vereeniging Vigor Beeringen est fondé en le 1er juin 1913, mais il ne rejoint l'URBSFA que dix ans et demi plus tard, à savoir le 2 novembre 1923. Logiquement versé dans les séries limbourgeoises, le club décroche la 3e place dès son premier « championnat officiel » en 1923-1924. Cela lui permet d'intégrer une division dénommée « 2e Provinciale Limbourg » qui est jusqu'en 1952 le premier niveau sous les séries nationales.
Le club se voit attribuer le n° de matricule 330 lorsque la première liste est rendue publique le 26 décembre 1926 dans le journal « La Vie Sportive », organe officiel de la fédération.
Au terme de la saison 1932-1933, le « VV Vigor » ne se classe que 13e sur 14 et doit descendre d'une étage, vers la 2e Régionale Limbourg » (en Néerlandais Tweede Gewestelijk Limburg). Un an plus tard, Le club conquiert son premier titre et retrouve la 2e Provinciale.

### Premier accès aux séries nationales
Le matricule 330 aligne ensuite sept saisons parmi ce qui est alors l'élite provinciale limbourgeoise. Évitant de justesse la relégation en 1938, année où il est reconnu « Société Royale », le cercle prend le nom de Koninklijke VV Vigor Beeringen. Après une saison plus calme survient ce qui est redouté: le déclenchement de la Seconde Guerre mondiale, le 3 septembre 1939, deux jours après l'envahissement de la Pologne par les troupes hitlériennes. La mobilisation générale est décrétée. Les compétitions de football s'arrêtent.
Une fois la capitulation contrainte, la Belgique est occupée. La région de Beringen riche en gisements de charbon fait évidemment l'objet d'une attention toute particulière des Nazis. Cela complique encore davantage ce que connaissent de nombreuses autres régions: l'organisation d'un championnat de football n'est pas évidente du tout.
Pour aborder un sujet « plus léger », signalons que c'est à cette même période qu'apparaissent les premiers signes de la modernisation de l'orthographe néerlandaise. Si en Belgique, il faut attendre la fin du conflit mondial, soit 1946, pour avoir les premiers textes faisant force de loi, les applications dans la vie courante ont déjà bien pris les devants. C'est ainsi que, par exemple, les suffixes « -sche » se simplifient en « -se » (le Liersche SK s'écrit désormais Lierse SK), etc. C'est pour cette raison que dès le 19 août 1941, le K. Voetbal Vereeniging Vigor Beeringen modernise l'orthographe de sa dénomination qui devient K. Voetbal Vereniging Vigor Beringen.
« Régionalement », les compétitions reprennent en 1941-1942. le K. VV Vigor Beringen est sacré champion d'une série de 6 formations. Avec 6 victoires, 2 partages et 2 défaites, le matricule 330 devance Hoeselt VV, car ayant concédé une défaite de moins que le club « rouge et jaune » ! Ce titre permet au « Vigor » d'atteindre les séries nationales pour la première fois de son Histoire. Il s'agit de la « Promotion », à l'époque le 3e étage de la pyramide du football belge. À la suite de cette montée, le Vigor Beringen rejoint son voisin et rival du Beeringen FC promu six ans plus tôt.

### Jeu du Chat de la Souris
Jusqu'au terme des années 1950, le Vigor Beringen joue « au Chat et à la souris » avec la « Promotion » même quand celle-ci devient le 4e niveau national au terme de la 1951-1952. durant la décennie qui vient de s'écouler, le matricule 330 passe six exercices en Nationale et quatre en Provinciale. Terminant 14e sur 16 de sa série lors de la première saison d'existence de la « Promotion » comme « D4 », il retourne dans ce qui est devenu la 1re Provinciale Limbourg. Il y séjourne trois années puis, en 1956 conquiert ce qui est son 4e titre provincial après ceux de 1942, 1945 et 1951.
Le « K. VV Vigor » s'offre successivement une 5e puis une 7e place finale mais il ne peut éviter l'avant-dernière en 1959. 

### Près de 40 ans en «Provinciale»
À ce moment, pour le grand public, le Vigor Beringen sombre dans un relatif anonymat tandis que son rival voisin du « FC » s'installe à demeure dans les deux plus hautes divisions durant les trente saisons qui suivent. C'est en 1988 que Beringen FC retombe en « D3 », puis culbute en « Promotion » en 1995. 

#### Chute en «P2»
Pendant cette longue période, le matricule 330 évolue le plus souvent au 6e étage de la pyramide c'est-à-dire en 2e Provinciale. Ayant quitté l'élite de sa province en 1964, il n' y revient que dix ans plus tard, le temps d'une saison finie à l'avant-dernière place. Le cercle obtient le titre de sa série de « P2 » en 1978, mais son séjour à l'étage supérieur connaît la même sanction que quatre ans plus tôt: 15e et relégation.
1988-1989 est une saison noire pour les clubs de Beringen, avec deux descentes en 3e division ! Alors que « FC » chute en 3e nationale, le « Vigor » tombe en 3e provinciale. Heureusement en 1990, le titre de sa série de « P3 » ramène le matricule 330 en « P2 ». Durant les deux saisons qui suivent le K. VV Vigor lutte pour son maintien, passe un championnat au milieu du tableau puis pendant deux exercice il joue les premiers rôles décrochant d'ailleurs le titre en 1995.

### Retour dans la lumière
Au bout de 16 ans, le Vigor Beringen fait enfin son retour en 1re Provinciale et plus important s'y maintient en décrochant une jolie 5e place. Certes le champion, l'Excelsior Heppen, est 18 points plus haut (victoire à 3 points), mais le 4e rang et le Tour final ne sont éloignés que de trois unités. C'est précisément le 4e classé, le K. Heusden SK qui remporte le Tour final Limbourg puis décroche son billet pour la Promotion via le Tour final interprovincial (TFI). Cette montée amène en Nationale un rival/concurrent de plus pour la région de Beringen. 
La saison suivante, c'est un autre « Excelsior », celui de Veldwezelt, qui brigue le titre de P1 Libmourg. Vigor Beringen et Esperanza Neerpelt sont les deux autres prétendants. Avec Veldwezelt et Beringen terminant avec 62 points et Neerpelt distancé de 4 unités, le sacre est attribué au « Vigor » qui totalise 20 victoires pour 19 à l'Excelsior.
Lors de la saison 1997-1998, après 39 ans d'absence, le matricule 330 fait son grand retour en séries nationales. Par la même occasion il preste dans la même division que son voisin du « Beringen FC ». C'est la première fois depuis 53 ans que cela se produit, et la saison de Promotion 43-44. À cette lointaine époque, le « Football Club » a conquis le titre devant Saint-Trond, alors que le « Vigor » s'est contenté du 11e rang.

### Chassé-croisé entre amis
Pour une localité de la taille de Beringen, posséder deux clubs de football au 4e échelon national est une gageure à une époque où nombre de cercles connaissent des difficultés financières croissantes. Lors de la saison des retrouvailles voit le « Vigor » sur la lancée de son titre provincial terminer (4e) soit devant le FC (9e), dans une série remportée par le SK Kermt. Douze mois plus tard, les positions se sont inversées. Beringen FC est 5e et Vigor Beringen 9e, touts deux à bonnes distance d'Heidebloem Dilsen, champion surprise.
Au terme de l'exercice 1999-2000, si le matricule 330 se trouve dans « le ventre mou du classement », le « 522 du FC » est sur la corde raide durant une large part de la saison. Terminant 13e et barragiste, l'ancien pensionnaire de D1 est contraint de jouer le Tour final interprovincial après avoir été battu (1-3) à domicile par le Rapide Club Lebbeke. Finalement deux succès au Verbroedering Maasmechelen (1-3) puis au Red Star Forvillois (0-4) assurent le maintien.
La saison suivante, les frayeurs ne sont plus pour le « Beringen FC » (qui termine au 9e rang), mais bien pour le « Vigor »  qui ne peut éviter la relégation et retourne en séries provinciales.

### Fusion «Vigor» + «FC»
Si les « Rouges et Noirs » du K. Beringen Football Club se sont maintenus en Nationale, il ne faut pas s'y méprendre le matricule 522 est au bord de la faillite et un échelon plus bas, le K. VV Vigor n'est pas beaucoup mieux loti financièrement. L'arrivée, évoquée ci-avant, d'Heusden SK (devenu Heusden-Zolder en 1999) qui atteint la « Division 2 » l'année suivante crée plus de soucis (financiers) que d'émulation parmi les autres cercles régionaux.
Comme pressenti, en décembre 2001, les premières informations paraissent dans la presse: les matricule 330 et 522 envisagent sérieusement de fusionner . Les deux cercles terminent leur dernière saison respective et le mariage de raison est célébré. Le « Vigor » est 7e en P1 et le « FC » se classe 12e en Promotion et y assure le maintien. Comme le permet le règlement, sans éventuelles restrictions à une licence ou à l'état de ses finances, le club fusionné choisit et la division et le matricule. Constitué le 1er juillet 2002, K. VK Beringen opte pour jouer en « Promotion » sous le « matricule 330 ». À la même date, le « matricule 522 » est démissionné des registres de l'URBSFA .

### Patiente reconstruction
La fusion ne connaît la réussite escomptée. Avant-dernier de sa série, le club descend en « P1 ». Les espoirs de remontée disparaissent rapidement et c'est au contraire vers la « P2 » que se dirigent les Coalisés. Neuvième en 2004, puis sixième 2005, le « KVK » connaît une nouvelle relégation en 2006.
Débute alors un lent processus de reconstruction ou plus exactement de structuration En cette année 2006 qui voit le matricule 330 chuter en 2e Provinciale, l'ancien Heusden SK devenu K. Beringen Heusden-Zolder SK, qui a clairement grandi trop vite, dépose le bilan et disparaît ! Bien conscients que l'âge d'or du football de leur cité minière est loin derrière eux, les dirigeants du K. VK Beringen se refusent à toutes dépenses inconsidérées.
Après un purgatoire de cinq saisons en « P2 », le club « Rouge et Blanc » retrouve l'élite provinciale via le Tour final 2011.

### Retour en P1... et en Nationale
Enfin revenu parmi son élite provinciale, le « KVKB » tente de s'y installer durablement. Après trois saisons discrètes mais tranquilles (9e, 6e et 8e), le club est en difficulté avec un lutte pour le maintien menée à bien avec une 12e place finale avec sept unités de mieux que le FC Torpedo Hasselt, premier relégué.
Après deux nouvelles saisons en milieu de grille, le club termine 5e en 2018 avant de conquérir le 6e titre provincial du matricule 330, en 2019.
Fêtant son retour en nationales, au sein de la Division 3 VV, le K. VK Beringen occupe le 11e rang de sa série quand, le 12 mars 2020, les championnats sont arrêtés en raison de l'évolution de la Pandémie de Covid-19.

## Résultats dans les divisions nationales
Statistiques mises à jour le 13 août 2021 - au terme de la saison 2020-2021

### Bilan
| Niv | Divisions     | Jouées | Titres | TM Up | TM Down |
| --- | ------------- | ------ | ------ | ----- | ------- |
| I   | 1re nationale | 0      | 0      |       |         |
| II  | 2e nationale  | 0      | 0      |       |         |
| III | 3e nationale  | 6      | 0      |       |         |
| IV  | 4e nationale  | 9      | 0      |       |         |
| V   | 5e nationale  | 2      | 0      |       |         |
|     |               |        |        |       |         |
|     | TOTAUX        | 17     | 0      | 0     | 0       |

- TM Up : test-match pour départager des égalités, ou toutes formes de Barrages ou de Tour final pour une montée éventuelle.
- TM Down : test-match pour départager des égalités, ou toutes formes de Barrages ou de Tour final pour le maintien.

### Classement saison par saison
| Ordre               | Saison    | Nom du club               | Niveau                         | Classement final          | Remarques                        |
| ------------------- | --------- | ------------------------- | ------------------------------ | ------------------------- | -------------------------------- |
| 1                   | 1942-43   | K. VV Vigor Beringen      | Promotion (D3) série A         | 6e/16                     | [ saisons 1 ]                    |
| 2                   | 1943-44   | K. VV Vigor Beringen      | Promotion (D3) série D         | 11e/16                    | [ saisons 2 ]                    |
|                     | 1944-1945 | Compétitions interrompues | Compétitions interrompues      | Compétitions interrompues | Compétitions interrompues        |
| 3                   | 1945-46   | K. VV Vigor Beringen      | Promotion (D3) série B         | 6e/19                     |                                  |
| 4                   | 1946-47   | K. VV Vigor Beringen      | Promotion (D3) série A         | 8e/18                     |                                  |
| 5                   | 1947-48   | K. VV Vigor Beringen      | Promotion (D3) série D         | 14e/16                    | Relégué!                         |
| séries provinciales |           |                           |                                |                           |                                  |
| 6                   | 1951-52   | K. VV Vigor Beringen      | Promotion (D3) série D         | 12e/16                    | Relégué!                         |
| 7                   | 1952-53   | K. VV Vigor Beringen      | Promotion série C              | 14e/16                    | Relégué!                         |
| séries provinciales |           |                           |                                |                           |                                  |
| 8                   | 1956-57   | K. VV Vigor Beringen      | Promotion série C              | 7e/16                     |                                  |
| 9                   | 1957-58   | K. VV Vigor Beringen      | Promotion série C              | 5e/16                     |                                  |
| 10                  | 1958-59   | K. VV Vigor Beringen      | Promotion série c              | 15e/16                    | Relégué!                         |
| séries provinciales |           |                           |                                |                           |                                  |
| 11                  | 1997-98   | K. VV Vigor Beringen      | Promotion série C              | 4e/16                     | [ saisons 4 ]                    |
| 12                  | 1998-99   | K. VV Vigor Beringen      | Promotion série C              | 9e/16                     | [ saisons 5 ]                    |
| 13                  | 99-2000   | K. VV Vigor Beringen      | Promotion série C              | 7e/16                     | [ saisons 6 ]                    |
| 14                  | 2000-01   | K. VV Vigor Beringen      | Promotion série C              | 15e/16                    | Relégué!                         |
| séries provinciales |           |                           |                                |                           |                                  |
| 15                  | 2002-03   | K. VK Beringen            | Promotion série C              | 15e/16                    | Relégué!                         |
| séries provinciales |           |                           |                                |                           |                                  |
| 16                  | 2019-20   | K. VK Beringen            | Division 3 Amateur VFV série B | 11e/16                    | Saison arrêtée le 12 mars 2020 ! |
| 17                  | 2020-21   | K. VK Beringen            | Division 3 VV série B          | N/A                       | Saison annulée !                 |
| 18                  | 2021-22   | K. VK Beringen            | Division 3 VV série B          | .../16                    |                                  |

## Anciens joueurs connus
- Davy Gysbrechts, ancien joueur du FC Malines et de Sheffield United, il joue la dernière saison de sa carrière à Beringen.
- Tibor Balog, international hongrois, joue un an à Beringen à la fin de sa carrière.

### Articles liés
- K. Beringen FC